# Schloss Goé

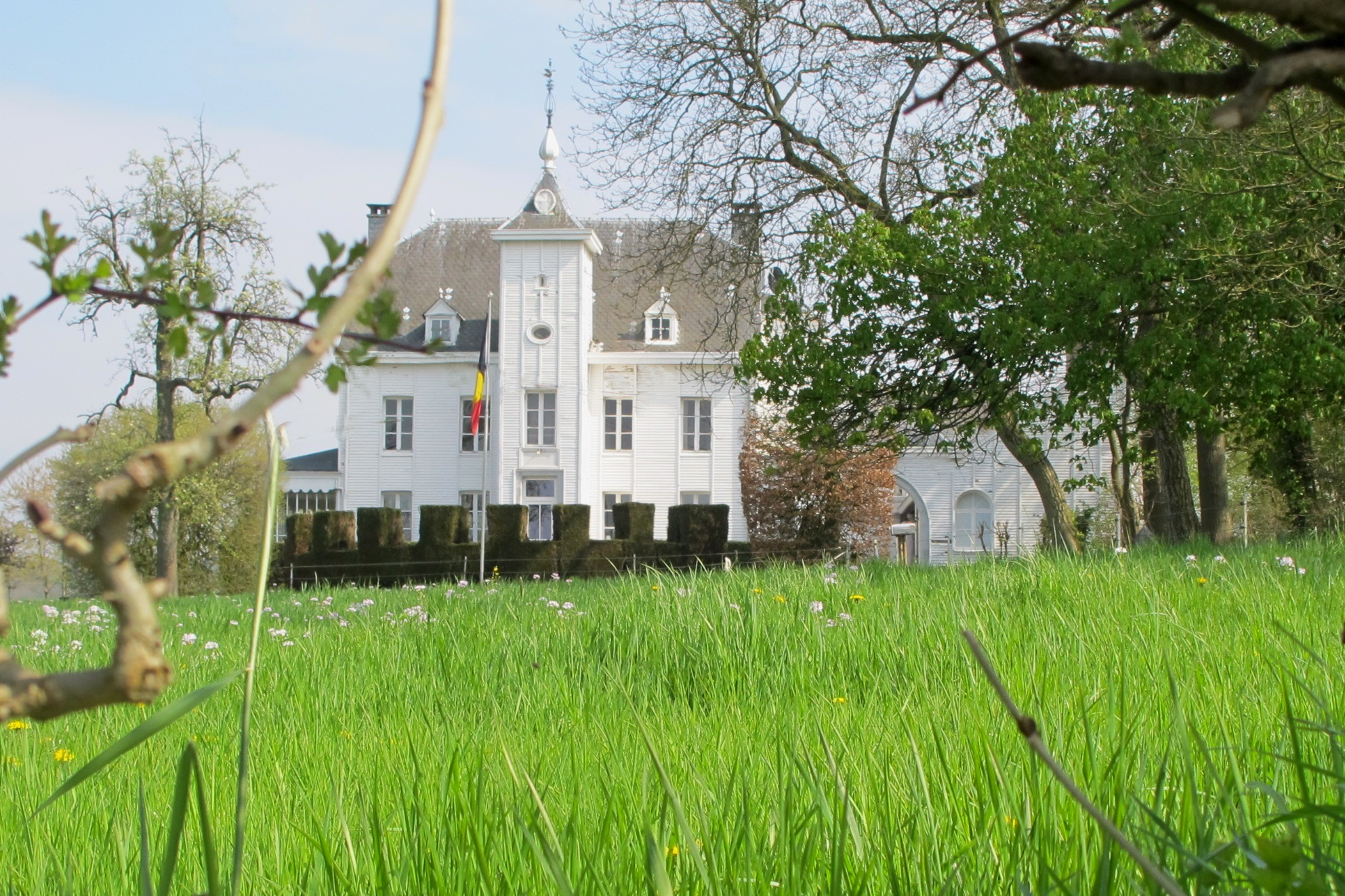
Schloss Goé

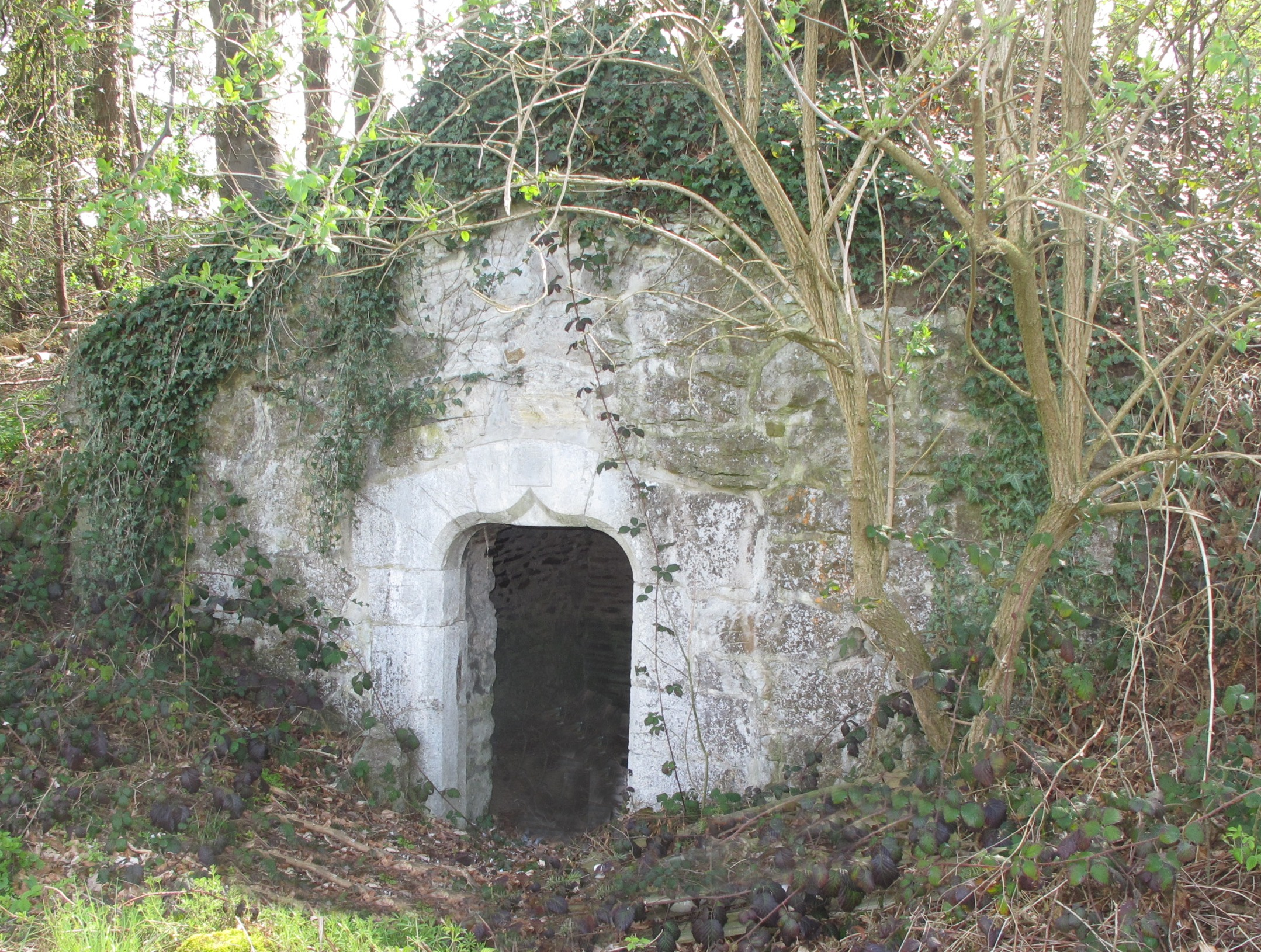
Eiskeller

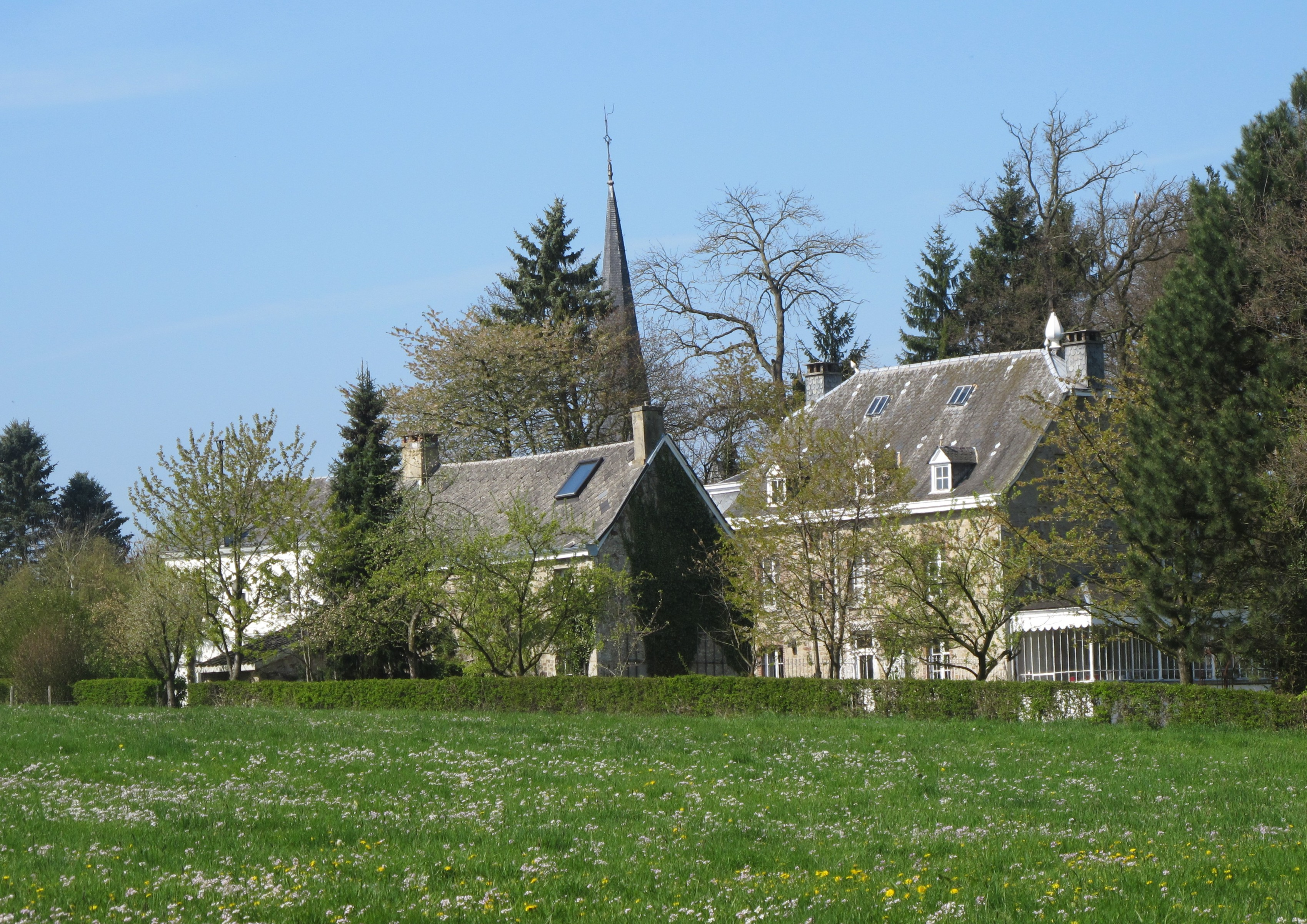
Rückansicht

Das Schloss Goé (französisch Château de Goé) wurde als Landhaus (Gentilhommière) einer Patrizierfamilie im 18. Jahrhundert erbaut. Das Schloss befindet sich am Rande des Ortes Goé, heute ein Ortsteil von Limbourg in Belgien. Das Château de Goé, niederländisch Kastell Gulke, ist ein eingetragenes Kulturdenkmal Inventaire du patrimoine immobilier culturel in Wallonien.

## Geschichte
Einst war der Vorläufer des heutigen Schlosses und die Ländereien im Besitz der Abtei Rolduc, später wurde das „Land um Gulke“ (1433) Eigentum der Herren von Heinsberg und der Grafen von Berg. Im Jahr 1649 wurde der Herrschaftssitz Goyé vom spanischen König Philipp IV. an Jean-Baptiste de Caldenborg verliehen.
Im November 1847 beherbergte der damalige Besitzer, Eugène Poswick, während drei Tagen den belgischen König Leopold I. der zu einem Jagdausflug in den Hertogenwald angereist war. Das Schloss war Drehort, unter anderem für Die andere Frau (2004) von Margarethe von Trotta und Burgen und Schlösser Special des perfekten Dinners (2010).

## Beschreibung
Das kurz nach 1700 erbaute Anwesen liegt im Tal der Weser am Ortseingang von Goé auf einem etwa 2,4 ha großen Grundstück. Es ist umgeben von einer Parkanlage mit Teich, einem von Fichten gesäumten Weg, der in die umliegenden Wiesen führt. Es gibt auch einem Eiskeller, der 1752 durch Chevalier Jean-Pierre de Lantremagne, der das Schloss 1748 erwarb, errichtet wurde. Zwei Zufahrten mit Toren führen auf das Anwesen, das neben dem Haupthaus auch über Wirtschaftsgebäude und einen Wintergarten verfügt. Derzeit werden in dem Schloss Ferienwohnungen vermietet.